# Премия за прорыв в области медицины
«Премия за прорыв в области медицины» (англ. Breakthrough Prize in Life Sciences) — ежегодная премия, присуждаемая за значительные (прорывные) достижения в области медицины и биологии, прежде всего — в вопросах лечения болезней и продления продолжительности человеческой жизни. Учреждена в 2013 году интернет-предпринимателями Юрием Мильнером (Mail.ru Group), Марком Цукербергом (Facebook), Сергеем Брином (Google) и его бывшей супругой Энн Воджицки (23andMe). Для этого они создали фонд «Breakthrough Prize in Life Sciences Foundation», председателем совета директоров которого стал Артур Левинсон (глава совета директоров Apple). Каждый год вручается до шести премий в размере 3 млн долларов каждому лауреату (в 2013 году учредителями было выделено 33 млн долл. на 11 премий), что делает её крупнейшей в мире научной премией в области биологии и медицины.

## Присуждение премии
Первые одиннадцать лауреатов были выбраны Юрием Мильнером и другими учредителями. Имена были названы на пресс-конференции в Сан-Франциско 20 февраля 2013 года. Все награждённые входят в комитет, который выбирает следующих лауреатов.

## Лауреаты премии
| Год  | Лауреат                                             | Место работы                                                                                         | Обоснование награды | Источник                |
| ---- | --------------------------------------------------- | --- | --- | ----------------------- |
| 2013 | Синъя Яманака                                       | Киотский университет Институт Глэдстоуна                                                             | за создание индуцированных стволовых клеток. | [ 1 ] [ 3 ] [ 4 ] [ 5 ] |
| 2013 | Ханс Клеверс                                        | Институт Хюбрехта                                                                                    | за открытие механизма работы сигнального пути Wnt. | [ 1 ] [ 3 ] [ 4 ] [ 5 ] |
| 2013 | Корнелия Баргманн                                   | Рокфеллеровский университет                                                                          | за работы по генетике нервной системы и поведения и за изучение механизма образования синапсов. | [ 1 ] [ 3 ] [ 4 ] [ 5 ] |
| 2013 | Дэвид Ботштейн                                      | Принстонский университет                                                                             | за разработку метода изучения наследственных заболеваний человека при помощи полиморфизмов в ДНК. | [ 1 ] [ 3 ] [ 4 ] [ 5 ] |
| 2013 | Льюис Кэнтли                                        | Медицинский колледж Вейл Корнелл                                                                     | за открытие фосфоинозитид-3-киназы и её роли в метаболизме. | [ 1 ] [ 3 ] [ 4 ] [ 5 ] |
| 2013 | Тития де Ланге                                      | Рокфеллеровский университет                                                                          | за работы по теломерам. | [ 1 ] [ 3 ] [ 4 ] [ 5 ] |
| 2013 | Наполеоне Феррара                                   | Калифорнийский университет в Сан-Диего                                                               | за исследование механизмов ангиогенеза, которые привели к разработке терапии рака и заболеваний глаз. | [ 1 ] [ 3 ] [ 4 ] [ 5 ] |
| 2013 | Эрик Лэндер                                         | Гарвардский университет Массачусетский технологический институт                                      | за работы в качестве одного из руководителей проекта «Геном человека». | [ 1 ] [ 3 ] [ 4 ] [ 5 ] |
| 2013 | Чарльз Сойерс                                       | Мемориальный онкологический центр им. Слоуна-Кеттеринга Медицинский институт Ховарда Хьюза           | за изучение онкогенов и разработку направленной терапии рака. | [ 1 ] [ 3 ] [ 4 ] [ 5 ] |
| 2013 | Берт Фогельштейн                                    | Университет Джонса Хопкинса                                                                          | за изучение геномики рака и генов-онкосупрессоров. | [ 1 ] [ 3 ] [ 4 ] [ 5 ] |
| 2013 | Роберт Вайнберг                                     | Массачусетский технологический институт                                                              | за описание онкогенов человека. | [ 1 ] [ 3 ] [ 4 ] [ 5 ] |
| 2014 | Джеймс Эллисон                                      | Онкологический центр им. М. Д. Андерсона                                                             | за открытие способа блокады коингибиторной молекулы Т-клетки для эффективной терапии рака. | [ 7 ]                   |
| 2014 | Мэлон Делонг                                        | Университет Эмори                                                                                    | за научное обоснование метода лечения болезни Паркинсона путём глубокой стимуляции мозга. | [ 7 ]                   |
| 2014 | Майкл Холл                                          | Базельский университет                                                                               | за открытие MTOR- мишени иммунодепрессанта рапамицина и его роли в контроле роста клеток. | [ 7 ]                   |
| 2014 | Роберт Лангер                                       | Массачусетский технологический институт                                                              | за открытия, ведущие к созданию управляемых систем высвобождения лекарственных препаратов в организме больного и создание новых биоматериалов. | [ 7 ]                   |
| 2014 | Ричард Лифтон                                       | Йельский университет                                                                                 | за открытие генов и биохимических механизмов, которые вызывают гипертонию. | [ 7 ]                   |
| 2014 | Александр Варшавский                                | Калифорнийский технологический институт                                                              | за работы по изучению причин и молекулярных механизмов внутриклеточной деградации белка. | [ 7 ]                   |
| 2015 | Дженнифер Даудна Эмманюэль Шарпантье                | Калифорнийский университет в Беркли Центр имени Гельмгольца по исследованию инфекционных заболеваний | за превращение древнего механизма бактериального иммунитета (CRISPR/Cas9) в действенную технологию для изменения генома с широкими последствиями для всей биологии и медицины. | [ 8 ]                   |
| 2015 | Виктор Эмброс Гэри Равкан                           | Медицинская школа Массачусетского университета Гарвардская медицинская школа                         | за открытие генетической регуляции микроРНК, класса малых РНК, которые препятствуют изменению или разрушению дополнительной целевой мРНК. | [ 8 ]                   |
| 2015 | Чарльз Дэвид Эллис                                  | Рокфеллеровский университет                                                                          | за открытие ковалентных модификаций гистонов и их важной роли в регуляции экспрессии генов и построении хроматина, углубляющее наше понимание болезней от врожденных пороков до рака. | [ 8 ]                   |
| 2015 | Алим-Луи Бенаби                                     | Университет Жозефа Фурье                                                                             | за открытие и новаторские исследования в разработке высокочастотной глубокой стимуляции мозга, которая произвела революцию в лечении болезни Паркинсона. | [ 8 ]                   |
| 2016 | Эдвард Бойден                                       | Массачусетский технологический институт                                                              | за разработку и реализацию методов оптогенетики — метода программирования и возбуждения нейронов с помощью света. | [ 9 ] [ 10 ]            |
| 2016 | Карл Дейссерот                                      | Стэнфордский университет                                                                             | за разработку и реализацию методов оптогенетики — метода программирования и возбуждения нейронов с помощью света. | [ 9 ] [ 10 ]            |
| 2016 | Джон Харди                                          | Университетский колледж Лондона                                                                      | за открытие мутаций в гене белка-предшественника амилоида (англ. Amyloid precursor protein; APP), преждевременно вызывающем болезнь Альцгеймера. | [ 9 ] [ 10 ]            |
| 2016 | Хелен Хоббс                                         | Юго-западный медицинский центр Техасского университета                                               | за открытие генетических вариаций человека, которые изменяют уровень и распределение холестерина и других липидов, что открывает новые подходы к профилактике и предотвращению сердечно-сосудистых заболеваний и заболеваний печени. | [ 9 ] [ 10 ]            |
| 2016 | Сванте Паабо                                        | Институт эволюционной антропологии общества Макса Планка                                             | за новаторские исследования и установление последовательности древних ДНК и геномов, что по-новому осветило наше понимание путей происхождения современного человека и его эволюционные взаимоотношения с вымершими родственными видами, такими как неандертальцы, и эволюцию человеческих популяций.                                                                  | [ 9 ] [ 10 ]            |
| 2017 | Стивен Элледж                                       | Гарвардская медицинская школа                                                                        | за исследование реакций эукариотических клеток на повреждение ДНК, давшие новые представления о развитии и лечении рака. | [ 11 ]                  |
| 2017 | Гарри Ноллер                                        | Калифорнийский университет в Санта-Крузе                                                             | за выявление центральной роли РНК в формировании активных центров рибосомы — фундаментального механизма синтеза белка во всех клетках, тем самым связав современную биологию с вопросами происхождения жизни, а также дав объяснение каким образом множество природных антибиотиков разрушают синтез белка.                                                            | [ 11 ]                  |
| 2017 | Руланд Нюссе                                        | Стэнфордский университет                                                                             | за первопроходческое исследование Wnt-пути — одной из важнейших межклеточных сигнальных систем в вопросах развития, рака и биологии стволовых клеток. | [ 11 ]                  |
| 2017 | Ёсинори Осуми                                       | Токийский технологический институт                                                                   | за исследование автофагии — системы переработки клетками собственных маловажных или повреждённых компонентов в питательные вещества. | [ 11 ]                  |
| 2017 | Худа Зогби                                          | Медицинский колледж Бэйлора Техасский детский госпиталь                                              | за открытие генетических причин и биохимических механизмов спиноцеребеллярной атаксии и синдрома Ретта — наблюдения, которые дали новые представления о патогенезе нейродегенеративных и неврологических заболеваний. | [ 11 ]                  |
| 2018 | Джоан Чори                                          | Институт биологических исследований Солка                                                            | Оригинальный текст (англ.)For discovering how plants optimize their growth, development, and cellular structure to transform sunlight into chemical energy. | [ 12 ]                  |
| 2018 | Питер Уолтер Мори Кадзутоси                         | Калифорнийский университет в Сан-Франциско Киотский университет                                      | Оригинальный текст (англ.)For elucidating the unfolded protein response, a cellular quality-control system that detects disease-causing unfolded proteins and directs cells to take corrective measures. | [ 12 ]                  |
| 2018 | Ким Насмайт                                         | Оксфордский университет                                                                              | за объяснение сложного механизма, который опосредует деликатный процесс разделения удвоенных хромосом во время деления клетки, который тем самым предотвращает рак и другие заболевания. | [ 12 ]                  |
| 2018 | Дон Кливленд                                        | Калифорнийский университет в Сан-Диего                                                               | Оригинальный текст (англ.)For elucidating the molecular pathogenesis of a type of inherited ALS, including the role of glia in neurodegeneration, and for establishing antisense oligonucleotide therapy in animal models of ALS and Huntington’s disease. | [ 12 ]                  |
| 2019 | Фрэнк Беннет Эдриан Крейнер                         | Ionis Pharmaceuticals Лаборатория в Колд-Спринг-Харбор                                               | за разработку эффективной антисмысловой олигонуклеотидной терапии для детей с нейродегенеративным заболеванием спинальной мышечной атрофией. | [ 13 ]                  |
| 2019 | Анжелика Амон                                       | Массачусетский технологический институт                                                              | за изучение последствий анеуплоидии — аномального количества хромосом, возникающего в результате неправильного разделения хромосом. | [ 13 ]                  |
| 2019 | Сяовэй Чжуан                                        | Гарвардский университет                                                                              | за открытие скрытых структур в клетках путём разработки метода микроскопии сверхвысокого разрешения, преодолевшего фундаментальный предел пространственного разрешения оптической микроскопии. | [ 13 ]                  |
| 2019 | Чэнь Чжицзянь                                       | Юго-западный медицинский центр Техасского университета                                               | за выяснение того, как ДНК вызывает иммунные и аутоиммунные реакции изнутри клетки, путём открытия ДНК-чувствительного фермента cGAS. | [ 13 ]                  |
| 2020 | Джеффри Фридман                                     | | Оригинальный текст (англ.)For the discovery of a new endocrine system through which adipose tissue signals the brain to regulate food intake. | [ 14 ]                  |
| 2020 | Артур Хорвич Франц-Ульрих Хартль                    | | Оригинальный текст (англ.)For discovering functions of molecular chaperones in mediating protein folding and preventing protein aggregation. | [ 14 ]                  |
| 2020 | Дэвид Джулиус                                       | | Оригинальный текст (англ.)For discovering molecules, cells, and mechanisms underlying pain sensation. | [ 14 ]                  |
| 2020 | Вирджиния Ман-Йи Ли                                 | | Оригинальный текст (англ.)For discovering TDP43 protein aggregates in frontotemporal dementia and amyotrophic lateral sclerosis, and revealing that different forms of alpha-synuclein, in different cell types, underlie Parkinson’s disease and Multiple System Atrophy.                                                                                             | [ 14 ]                  |
| 2021 | Richard J. Youle                                    | | Оригинальный текст (англ.)For elucidating a quality control pathway that clears damaged mitochondria and thereby protects against Parkinson’s Disease. | [ 15 ]                  |
| 2021 | David Baker                                         | | Оригинальный текст (англ.)For developing a technology that allowed the design of proteins never seen before in nature, including novel proteins that have the potential for therapeutic intervention in human diseases. | [ 15 ]                  |
| 2021 | Кэтрин Дюлак                                        | | Оригинальный текст (англ.)For deconstructing the complex behavior of parenting to the level of cell-types and their wiring, and demonstrating that the neural circuits governing both male and female-specific parenting behaviors are present in both sexes. | [ 15 ]                  |
| 2021 | Yuk Ming Dennis Lo                                  | | Оригинальный текст (англ.)For discovering that fetal DNA is present in maternal blood and can be used for the prenatal testing of trisomy 21 and other genetic disorders. | [ 15 ]                  |
| 2022 | Jeffery W. Kelly                                    | | за выяснения молекулярной основы нейродегенеративных и сердечных транстиретиновых заболеваний, а также за разработку тафамидиса, препарата, замедляющего их прогрессирование Оригинальный текст (англ.)For elucidating the molecular basis of neurodegenerative and cardiac transthyretin diseases, and for developing tafamidis, a drug that slows their progression. | [ 16 ]                  |
| 2022 | Каталин Карико Дрю Вайсман                          | | за разработку технологии модифицированной РНК, которая позволила быстро разработать эффективные вакцины против COVID-19 Оригинальный текст (англ.)For engineering modified RNA technology which enabled rapid development of effective COVID-19 vaccines. | [ 16 ]                  |
| 2022 | Шанкар Баласубраманиан David Klenerman Pascal Mayer | | за разработку надежного и доступного метода определения последовательностей ДНК в массовом масштабе, который изменил практику науки и медицины Оригинальный текст (англ.)For the development of a robust and affordable method to determine DNA sequences on a massive scale, which has transformed the practice of science and medicine.                              | [ 16 ]                  |